# U.S. Route 92
U.S. Route 92 (ou U.S. Highway 92) é uma autoestrada dos Estados Unidos.
Faz a ligação do Oeste para o Este e foi construída em 1926, com 177 milhas (285 km).

## Principais ligações
Interstate 275 em Tampa

 State Road 50 em Orlando